# Ministère des Sports (Guinée)
Pour les articles homonymes, voir Ministère des Sports.
Le ministère des Sports est un ministère guinéen dont le ministre est Keamou Bogola Haba.

## Titulaires depuis 2010
| Nom | Nom                   | Dates du mandat | Dates du mandat | Gouvernement(s)            |  |
| | Thierno Aliou Diaouné | 15/02/2010      | 24/12/2010      | Doré                       |  |
| | Sanoussy Bantama Sow  | 24/12/2010      | 15/01/2014      | Saïd Fofana I              |  |
| | Moustapha Naité       | 20/01/2014      | 17/05/2018      | Saïd Fofana II et Youla    |  |
| | Mouctar Diallo        | 26/05/2018      | 26/01/2021      | Kassory I                  |  |
| | Aissatou Baldé        | 27/01/2021      | 05/09/2021      | Kassory II                 |  |
| | Lansana Béa Diallo    | 02/11/2021      | 19/02/2024      | Béavogui et Bernard Goumou |  |
| | Keamou Bogola Haba    | 13/3/2024       | En cours        | Bah Oury                   |  |
| Dans l'intervalle entre les mandats, le ministre sortant assure la gestion des affaires courantes. Titres successifs : - 2025 : Ministère de la Jeunesse et des Sports - Depuis juin 2025 : Ministère des sports |                       |                 |                 |                            |  |

## Organisation
Le ministère de la Jeunesse et de l’Emploi des jeunes comprend :
- Un secrétariat général ;
- Un cabinet ;
- Des services d'appui ;
- Des directions nationales ;
- Un service rattaché ;
- Des organismes publics ;
- Des programmes et projets publics ;
- Des services déconcentrés ;
- Des organes consultatifs.